# Condado de Pinellas
O condado de Pinellas (em inglês:  Pinellas County) é um dos 67 condados do estado americano da Flórida. A sede do condado é Clearwater e a cidade mais populosa é São Petersburgo. Foi fundado em 1 de janeiro de 1912.

## Geografia
De acordo com o United States Census Bureau, o condado possui uma área de 1 575 km², dos quais 709 km² estão cobertos por terra e 866 km² por água.

## Demografia
Segundo o censo nacional de 2010, o condado possui uma população de 916 542 habitantes e uma densidade populacional de 1 292 hab/km². É o condado mais densamente habitado da Flórida e o segundo mais densamente habitado dos Estados Unidos. Possui 503 634 residências, que resulta em uma densidade de 710 residências/km².
Das 24 localidades incorporadas no condado, São Petersburgo é a mais populosa, com 244 769 habitantes, enquanto South Pasadena é a mais densamente povoada, com 3 142 hab/km². Belleair Shore é a menos populosa, com 109 habitantes. De 2000 para 2010, a população de Seminole cresceu 58% e a de Indian Rocks Beach reduziu em 19%. Apenas duas localidades possuem população superior a 100 mil habitantes.